# 俄罗斯驻英国大使馆
俄罗斯驻英国大使馆是俄罗斯設在英国倫敦的外交代表機構。

## 历史
俄罗斯帝国駐英國大使馆位於贝尔格莱维亚。1924年到1927年，該大使館由蘇聯繼承，因此該建築成為蘇聯駐英國大使館的一部分。 1927年至1929年期间，蘇聯一度與英國斷交。兩國恢复外交关系后，苏联駐英國大使館搬到了肯辛顿宫花园。
苏联解体后，位於肯辛顿宫花园的蘇聯駐英國大使館由俄罗斯联邦继承，不過乌克兰認為使館建築也是烏克蘭的一部分，并于1999年提起诉讼。

## 外部鏈接
- 官方網站 （页面存档备份，存于）